# Mniobia branchicola
Mniobia branchicola är en hjuldjursart som först beskrevs av Nemec 1895.  Mniobia branchicola ingår i släktet Mniobia och familjen Philodinidae. Inga underarter finns listade i Catalogue of Life.